# State Farm Center
Pour les articles homonymes, voir Assembly Hall.
La State Farm Center, anciennement Assembly Hall, est une salle omnisports située sur le campus de l'Université de l'Illinois à Urbana-Champaign à Champaign dans l'Illinois.
C'est le domicile des équipes masculine et féminine de basket-ball de l'université (Illinois Fighting Illini). La salle a une capacité de 16 618 places.

## Histoire
Des rénovations majeures ont été faites entre 2013 et 2014 afin de moderniser l’enceinte.

## Galerie

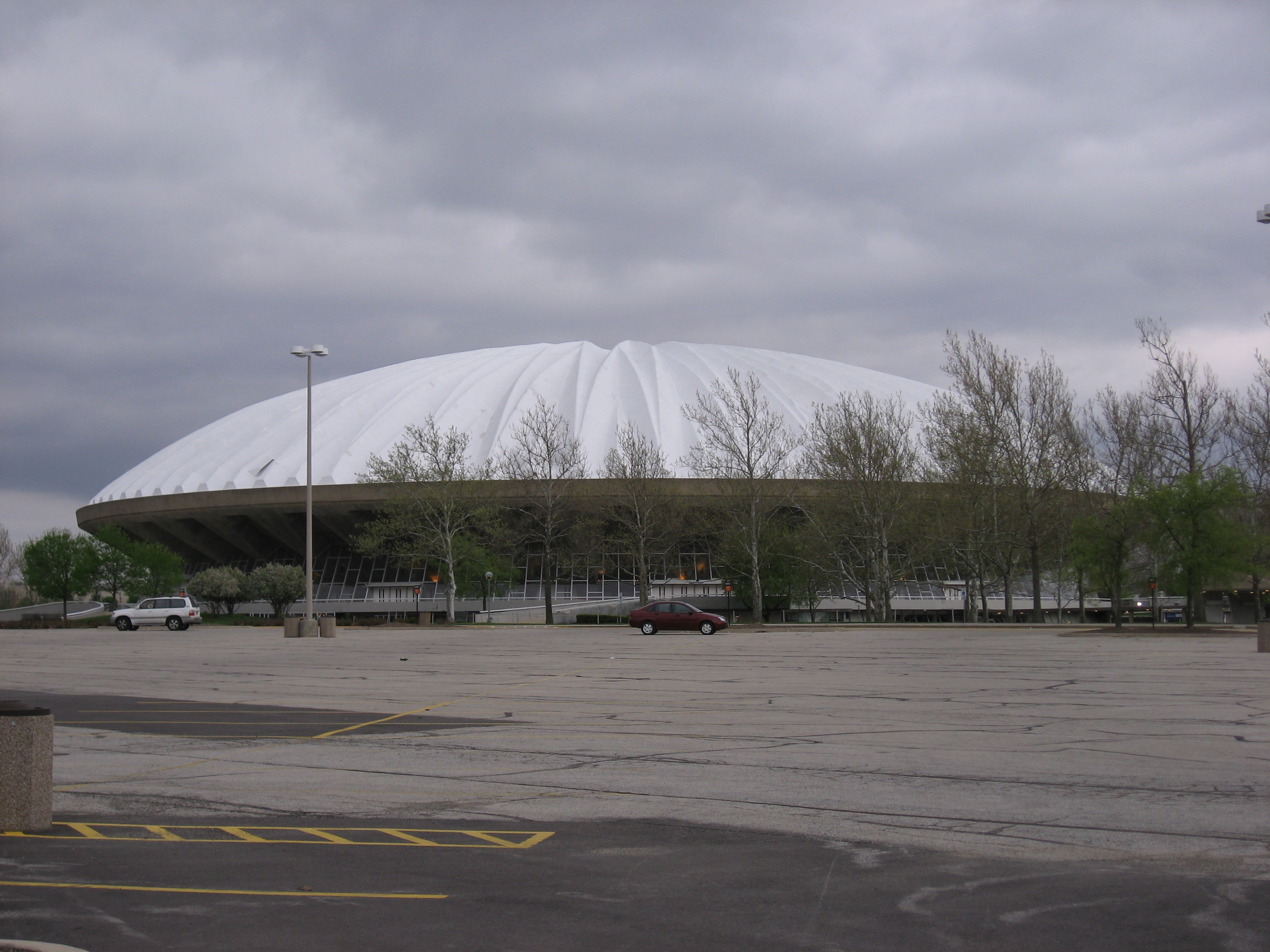
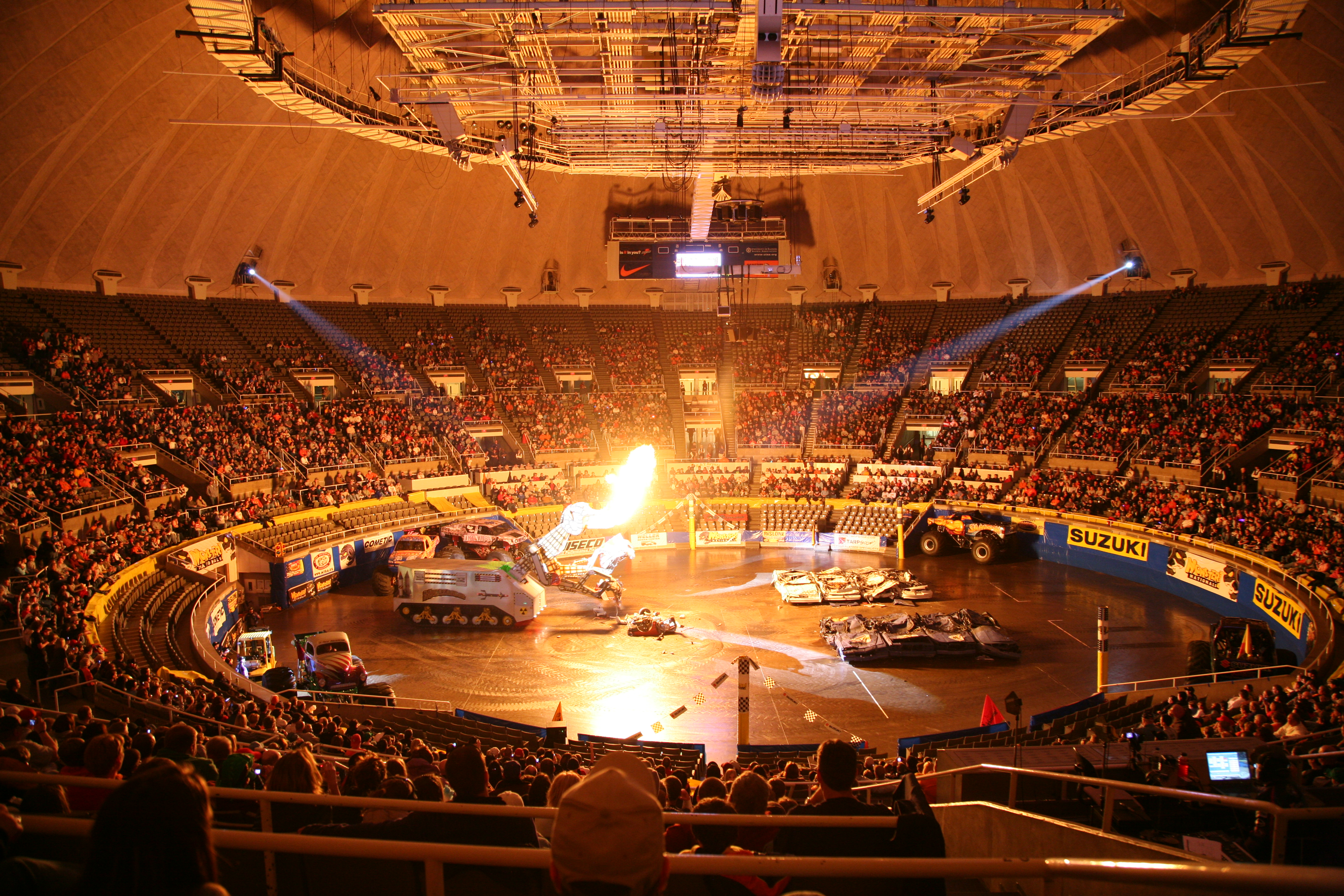